# 周刚 (外交官)
周刚（1937年—），山东淄博人。中华人民共和国外交官。

## 生平
周刚早年就读于莫斯科国际关系学院。1962年，进入中华人民共和国外交部。1988年，担任中华人民共和国驻马来西亚大使。1991年，担任中华人民共和国驻巴基斯坦大使。1994年，担任中华人民共和国驻印度尼西亚大使。1997年，担任中华人民共和国驻印度大使。

## 家庭
已婚，妻子是外交官邓俊秉。